# Juan José García (payador)
Juan José García (Buenos Aires, 8 de marzo de 1898 - 7 de enero de 1975) fue un payador y cantor argentino que grabó reconocidos temas del folklore argentino como Payada sobre el Gaucho.

## Biografía y orígenes
Juan José García nació en el seno de una familia afroporteña de origen humilde. Sus antepasados habían sido esclavizados. Creció en una humilde casa situada en la calle Viamonte entre Ombú (hoy Pasteur) y Andes (hoy Uriburu). Desde los seis años tuvo que trabajar para ayudar a la economía de su familia. Empujaba un pequeño carrito de reparto de carne y al final de la jornada de trabajo recibía una ración que llevaba a su hogar. García no fue a la escuela en su niñez y recién recibió educación primaria en su adultez, pero esto no le impidió desenvolverse dentro del mundo de los cantores y payadores. Desde pequeño prendió en él la vocación del canto, pero las exigencias del trabajo le impidieron cultivarlo metódicamente.
En 1919 comenzó a payar en patios y glorietas del suburbio, donde encontró sus primeros rivales. Su voz conmovida se levantó el 9 de diciembre junto a la tumba recién abierta de don Hilario Cuadros, el autor de 60 Granaderos. García tenía ingenio, sentido irónico y concepción rápida. Cantaba con gran dulzura y hacía recordar a los buenos payadores sureños cuando entonaba su milonga con sabor de antaño. Este moreno payador tuvo el privilegio de ser aclamado fervorosamente hasta en sus últimos días de actuaciones. Falleció el 7 de enero de 1975.